# Campeonato Mundial de Ciclismo de Montaña de 1998
El IX Campeonato Mundial de Ciclismo de Montaña se celebró en la localidad de Mont Sainte-Anne (Canadá) entre el 14 y el 20 de septiembre de 1998, bajo la organización de la Unión Ciclista Internacional (UCI) y la Asociación Ciclista de Canadá. 
Se compitió en 2 disciplinas, las que otorgaron un total de 4 títulos de campeón mundial:
- Descenso (DH) – masculino y femenino
- Campo a través (XC) – masculino y femenino

## Resultados

### Masculino
| Evento         | Oro                                | Plata                                  | Bronce                               |
| -------------- | ---------------------------------- | -------------------------------------- | ------------------------------------ |
| Descenso       | Nicolas Vouilloz Francia 4:47,89   | Gerwin Peters · Países Bajos · 4:52,38 | Mickaël Pascal Francia 4:56,50       |
| Campo a través | Christophe Dupouey Francia 2:13:27 | Jérôme Chiotti Francia 2:14:09         | Filip Meirhaeghe · Bélgica · 2:15:10 |

### Femenino
| Evento         | Oro                                    | Plata                               | Bronce                               |
| -------------- | -------------------------------------- | ----------------------------------- | ------------------------------------ |
| Descenso       | Anne-Caroline Chausson Francia 5:26,47 | Nolvenn Le Caër Francia 5:37,03     | Cheri Elliott Estados Unidos 5:40,21 |
| Campo a través | Laurence Leboucher Francia 2:12:40     | Gunn-Rita Dahle · Noruega · 2:14:33 | Alison Sydor · Canadá · 2:16:59      |

## Medallero
| Núm. | País           | Oro | Plata | Bronce | Total |
| ---- | -------------- | --- | ----- | ------ | ----- |
| 1    | Francia        | 4   | 2     | 1      | 7     |
| 2    | Noruega        | 0   | 1     | 0      | 1     |
| 2    | Países Bajos   | 0   | 1     | 0      | 1     |
| 4    | Bélgica        | 0   | 0     | 1      | 1     |
| 4    | Canadá         | 0   | 0     | 1      | 1     |
| 4    | Estados Unidos | 0   | 0     | 1      | 1     |
|      | TOTAL          | 4   | 4     | 4      | 12    |